# لیس‌وگ
لیس‌وگ (به لاتین: Lissewege) یک منطقهٔ مسکونی در بلژیک است که در بروخه واقع شده‌است. لیس‌وگ ۲۶٫۸۰ کیلومتر مربع مساحت و ۷٬۰۶۳ نفر جمعیت دارد.